# ایاناپرا
ایاناپرا (به لاتین: Ianapera) یک منطقهٔ مسکونی در ماداگاسکار است که در بننیترا واقع شده‌است. ایاناپرا ۱۰٬۰۰۰ نفر جمعیت دارد و ۴۳۱ متر بالاتر از سطح دریا واقع شده‌است.